# Pseudodera leigongshanensis
Pseudodera leigongshanensis is een keversoort uit de familie bladkevers (Chrysomelidae). De wetenschappelijke naam van de soort werd in 1993 gepubliceerd door Yu in Wang & Yu.